# 思い出がいっぱい (DoCoの曲)
「思い出がいっぱい」は、DoCoのファーストシングル。1991年1月21日にポニーキャニオンから発売された。

## 解説
OVA『らんま1/2』オープニングテーマ。フジテレビ系アニメ『らんま1/2熱闘編』オープニングテーマに起用されたCoCoの「思い出がいっぱい」のカヴァー曲である。
カップリングも、同テレビアニメ『熱闘編』のオープニングを歌ったribbonの「リトル☆デイト」のカヴァーで、ショートバージョンが収録されている。また、「リトル☆デイト」をカヴァーした「帯子」（タイズ）は中国語で「リボン」という意味で、メンバーは、女らんま（林原めぐみ）、天道あかね（日髙のり子）、シャンプー（佐久間レイ）の3名からなる。
「呪泉郷端会議録」では同アニメの早乙女乱馬（山口勝平）、天道あかね（日高のり子）、天道なびき（高山みなみ）、天道かすみ（井上喜久子）による井戸端雑談が収録されている。

## 収録曲
1. 思い出がいっぱい [3:53]
歌：DoCo
作詞：及川眠子、作曲：岩田雅之、編曲：川井憲次
2. リトル★デイト [4:14]
歌：帯子
作詞：三浦徳子、作曲・編曲：後藤次利
3. 思い出がいっぱい（オリジナル・カラオケ） [3:53]
4. リトル★デイト（オリジナル・カラオケ） [4:15]
5. 呪泉郷端会議録その7 [2:52]